# Flagi powiatów w województwie kujawsko-pomorskim
Flagi powiatów w województwie kujawsko-pomorskim – lista symboli powiatowych w postaci flagi, obowiązujących w województwie kujawsko-pomorskim.

Flaga województwa kujawsko-pomorskiego

Zgodnie z definicją, flaga to płat tkaniny określonego kształtu, barwy i znaczenia, przymocowywany do drzewca lub masztu. Może on również zawierać herb lub godło danej jednostki administracyjnej. W Polsce jednostki terytorialne (rady gmin, miast i powiatów) mogą ustanawiać flagi zgodnie z „Ustawą z dnia 21 grudnia 1978 o odznakach i mundurach”. W pierwotnej wersji pozwalała ona jednostkom terytorialnym jedynie na ustanawianie herbów. Dopiero „Ustawa z dnia 29 grudnia 1998 o zmianie niektórych ustaw w związku z wdrożeniem reformy ustrojowej państwa” oficjalnie potwierdziła prawo województw, powiatów i gmin do ustanawiania tego symbolu jednostki terytorialnej. Z tej zmiany skorzystały powiaty, przywrócone w 1999.
W 2025 w województwie kujawsko-pomorskim swoją flagę miało 18 z 19 powiatów (jedynym nieposiadającym flagi był powiat grudziądzki) oraz wszystkie 4 miasta na prawach powiatu. Symbol ten, w 2000, ustanowiło samo województwo.

## Lista obowiązujących flag powiatowych

### Miasta na prawach powiatu
| Powiat           | Wzór | Opis |
| ---------------- | ---- | --- |
| Miasto Bydgoszcz |      | Flaga miasta została ustanowiona uchwałą nr XLIV/951/2005 z 30 marca 2005. Jest to prostokątny płat tkaniny o proporcjach 5:8, podzielony na trzy równe poziome pasy: biały, czerwony i błękitny. W jego centralnej części umieszczono herb miasta. |
| Miasto Grudziądz |      | Flaga miasta została ustanowiona 23 listopada 1990. Jest to prostokątny płat tkaniny o proporcjach 5:8, podzielony na trzy równe poziome pasy: żółty, czerwony i biały.                                                                             |
| Miasto Toruń     |      | Flaga miasta została ustanowiona 15 kwietnia 1999. Jest to prostokątny płat tkaniny, podzielony na dwa równe poziome pasy: biały i niebieski. W jego centralnej części umieszczono herb miasta.                                                     |
| Miasto Włocławek |      | Flaga miasta to płat tkaniny w formie chorągwi, podzielony na dwa równe pionowe pasy: czerwony i żółty. W lewym górnym rogu umieszczono godło z herbu miasta.                                                                                       |

### Powiaty
| Powiat                     | Wzór | Opis |
| -------------------------- | ---- | --- |
| Powiat aleksandrowski      |      | Flaga powiatu została ustanowiona uchwałą nr XVIII/215/2001 z 26 kwietnia 2001. Jest to prostokątny płat tkaniny o proporcjach 5:8, podzielony na dwa równe pionowe pasy: biały i czerwony. W jego centralnej części umieszczono godło z herbu powiatu. |
| Powiat brodnicki           |      | Pierwsza wersja flagi powiatu została ustanowiona uchwałą nr XVIII/96/2000 z 26 października 2000, obecna, autorstwa Krzysztofa Mikulskiego i Lecha-Tadeusza Karczewskiego, została ustanowiona uchwałą nr XLVIII/213/2014 z 22 kwietnia 2014. Jest to prostokątny płat tkaniny o proporcjach 5:8, podzielony na dwie równe części: lewą białą, z godłem z herbu powiatu oraz prawą, podzieloną na pięć równych pasów: trzy białe i dwa czerwone. |
| Powiat bydgoski            |      | Flaga powiatu została ustanowiona uchwałą nr 156/XXVIII/01 z 5 lipca 2001. Jest to prostokątny płat tkaniny o proporcjach 5:8 koloru błękitnego, w którego centralnej części umieszczono herb powiatu. |
| Powiat chełmiński          |      | Flaga powiatu została ustanowiona uchwałą nr XXVI/134/2001 z 25 kwietnia 2001. Jest to prostokątny płat tkaniny koloru czerwonego, w którego centralnej części umieszczono godło z herbu powiatu. |
| Powiat golubsko-dobrzyński |      | Flaga powiatu została ustanowiona uchwałą nr XVII/156/2000 z 28 grudnia 2000. Jest to prostokątny płat tkaniny o proporcjach 5:8, podzielony na trzy poziome pasy: dwa czerwone i biały w stosunku 1:3:1. W jego centralnej części umieszczono herb powiatu. |
| Powiat inowrocławski       |      | Flaga powiatu została ustanowiona uchwałą nr XX/203/2008 z 10 lipca 2008. Jest to prostokątny płat tkaniny o proporcjach 5:8, podzielony na trzy poziome pasy: czarny, żółty i czerwony. W jego centralnej części umieszczono godło z herbu powiatu. |
| Powiat lipnowski           |      | Flaga powiatu została ustanowiona uchwałą nr XXVI/178/2005 z 27 czerwca 2005. Jest to prostokątny płat tkaniny o proporcjach 5:8, podzielony na trzy pionowe pasy: dwa żółte i czerwony w stosunku 1:2:1. W jego centralnej części umieszczono godło z herbu powiatu. |
| Powiat mogileński          |      | Flaga powiatu została ustanowiona uchwałą nr XLIV/261/02 z 30 sierpnia 2002. Jest to prostokątny płat tkaniny o proporcjach 5:8, podzielony na dwie części w stosunku 3,5:1,5: górną żółtą, z godłem z herbu powiatu oraz dolną, składającą się z biało-czerwonej szachownicy. |
| Powiat nakielski           |      | Flaga powiatu została ustanowiona uchwałą nr XLI/343/2002 z 27 czerwca 2002. Jest to prostokątny płat tkaniny o proporcjach 5:8 koloru czerwonego, w którego centralnej części umieszczono godło z herbu powiatu. |
| Powiat radziejowski        |      | Flaga powiatu została ustanowiona uchwałą nr XXXVII/174/2002 z 28 lutego 2002. Jest to prostokątny płat tkaniny o proporcjach 5:8, podzielony w skos przez żółty pas na dwie równe części: lewą górną czerwoną, z herbem powiatu i prawą dolną błękitną. |
| Powiat rypiński            |      | Flaga powiatu, autorstwa Krzysztofa Mikulskiego i Lecha-Tadeusza Karczewskiego, została ustanowiona uchwałą nr XXII/146/2000 z 9 listopada 2000. Jest to prostokątny płat tkaniny o proporcjach 5:8, podzielony na trzy pionowe pasy: dwa białe i błękitny w stosunku 1:2:1. W jego centralnej części umieszczono godło z herbu powiatu. |
| Powiat sępoleński          |      | Flaga powiatu została ustanowiona uchwałą nr XIII/85/2000 z 21 stycznia 2000. Jest to prostokątny płat tkaniny o proporcjach 5:10, podzielony w krzyż skandynawski na cztery części: dwie białe i dwie błękitne (kanton jest biały). |
| Powiat świecki             |      | Flaga powiatu została ustanowiona uchwałą nr XXVIII/145/2001 z 30 maja 2001. Jest to prostokątny płat tkaniny o proporcjach 5:8, podzielony na 12-polową biało-czerwoną szachownicę (kanton jest biały). Na środku lewej strony płata umieszczono herb powiatu. |
| Powiat toruński            |      | Flaga powiatu, autorstwa Jana Wroniszewskiego, Andrzeja Mikulskiego i Lecha-Tadeusza Karczewskiego, została ustanowiona uchwałą nr XXVI/216/2002 z 6 marca 2002. Jest to prostokątny płat tkaniny o proporcjach 5:8, podzielony na trzy pionowe pasy: dwa czerwone i żółty w stosunku 1:2:1. W jego centralnej części umieszczono herb powiatu.                                                                                                   |
| Powiat tucholski           |      | Flaga powiatu, autorstwa Jana Wroniszewskiego i Lecha-Tadeusza Karczewskiego, została ustanowiona uchwałą nr XXIX/161/2000 z 29 grudnia 2000. Jest to prostokątny płat tkaniny o proporcjach 5:8, podzielony na dwa równe pionowe pasy: biały i czerwony, oba przedzielone czarnymi pasami. W jego centralnej części umieszczono herb powiatu. |
| Powiat wąbrzeski           |      | Flaga powiatu, autorstwa Jana Wroniszewskiego i Lecha-Tadeusza Karczewskiego, została ustanowiona uchwałą nr XIX/98/2000 z 27 września 2000. Jest to prostokątny płat tkaniny o proporcjach 5:8, podzielony w skos przez biały pas na dwie równe części: lewą górną czarną, z herbem powiatu i prawą dolną czerwoną. |
| Powiat włocławski          |      | Flaga powiatu została ustanowiona uchwałą nr XXII/173/2000 z 8 grudnia 2000. Jest to prostokątny płat tkaniny o proporcjach 5:8, podzielony w krzyż na cztery części: żółtą, czarną, białą i czerwoną. W jego centralnej części umieszczono herb powiatu. |
| Powiat żniński             |      | Flaga powiatu, autorstwa Jana Wroniszewskiego, Andrzeja Mikulskiego i Lecha-Tadeusza Karczewskiego, została ustanowiona uchwałą nr XXXV/321/2002 z 29 kwietnia 2002. Jest to prostokątny płat tkaniny o proporcjach 5:8, podzielony na dwa równe poziome pasy: biały i niebieski. W jego centralnej części umieszczono herb powiatu. |